# Noirefontaine (Franciaország)
Noirefontaine település Franciaországban, Doubs megyében. Lakosainak száma 325 fő (2022. január 1.). Noirefontaine Pont-de-Roide-Vermondans, Bief, Dampjoux, Liebvillers, Montécheroux és Villars-sous-Dampjoux községekkel határos.

## Népesség
A település népességének változása:
| Lakosok száma | 252  | 416  | 404  | 363  | 390  | 396  | 359  | 335  | 331  | 325  |
|               | 1968 | 1982 | 1990 | 2006 | 2013 | 2015 | 2017 | 2019 | 2020 | 2022 |